# Link’s Crossbow Training
Link’s Crossbow Training (OT: jap. リンクのボウガントレーニング, Rinku no Bōgan Torēningu) ist ein Videospiel des japanischen Spiele- und Konsolenherstellers Nintendo für die Wii-Plattform. Das Spiel wird seit dem 7. Dezember 2007 zusammen mit dem Zubehör „Wii Zapper“ vertrieben. Der Wii Zapper ist eine Form aus Kunststoff, in die eine Wii-Fernbedienung mit angefügter Nunchuk-Erweiterung eingesetzt wird, um als Lightgun zu fungieren. Link’s Crossbow Training wird als Shooter bezeichnet.

## Beschreibung

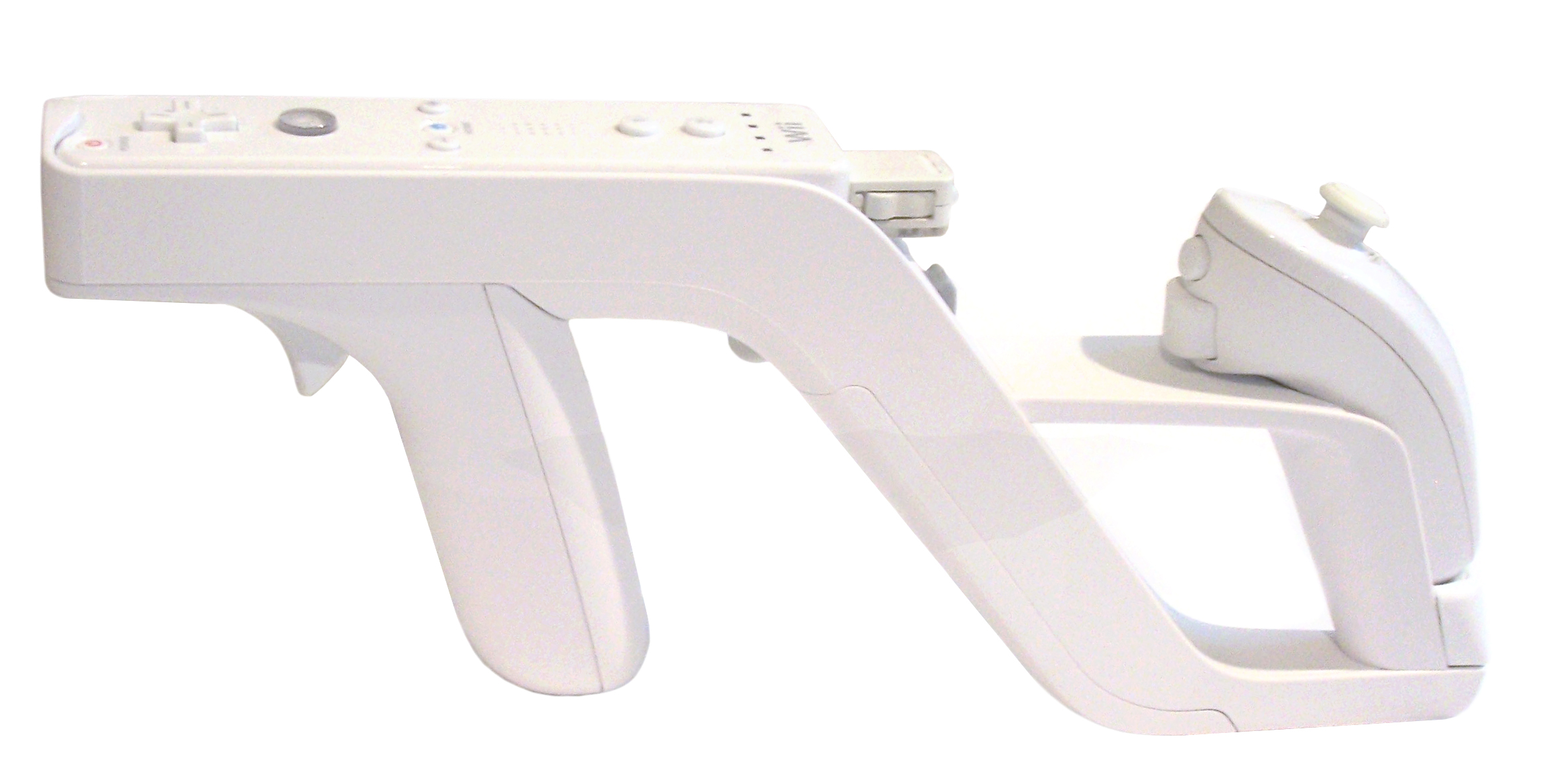
Das Lightgun-Zubehör Wii Zapper, dem Link’s Crossbow Training beiliegt.

Inhalt des Spiels ist je nach Spielfortschritt das Schießen auf unbewegte, bewegte oder angreifende Ziele für Punkte. Dabei erhält man immer mehr Punkte, solange zwischen Schüssen kein Ziel verfehlt wird. Anfangs muss der Spieler lediglich von einer festen Position im Spielareal aus zielen und feuern; gelegentlich bewegt sich Link eigenständig auf festen Bahnen; später kann die Spielfigur zusätzlich auch frei bewegt werden. Der Schuss aus der Armbrust ist aufladbar, um einen explosiven Pfeil abzufeuern, auch gibt es die Möglichkeit, einen kurzfristig schnelleren Feuermodus zu erhalten. In manchen Spielabschnitten gilt es, bestimmte Ziele vor den Angriffen durch Gegner zu schützen. Im Mehrspielermodus wechseln sich bis zu vier Personen am Spiel ab und versuchen, die höchste Punktezahl zu erreichen.
Als Kulisse für das Spiel dient der GameCube-/Wii-Titel The Legend of Zelda: Twilight Princess: Der Schütze wird von Link, dem Protagonisten jenes Spiels, dargestellt, ebenso sind die Schießareale dem Zelda-Titel nachempfunden. Gegnerfiguren und Nicht-Spieler-Figuren stammen gleichfalls aus dem Titel.
Kritiken lobten das Spiel als kurzweiliges Vergnügen. Der Wiederspielwert liege darin, den eigenen Punkte-Rekord zu schlagen und für jeden Spielabschnitt entsprechende Auszeichnungen zu erspielen. Das Spiel wurde generell als kurz befunden, für den Kaufpreis sei die Länge jedoch angemessen. Der Wii Zapper selbst erhielt eher verhaltene Bewertungen. Er füge dem Spielerlebnis nichts hinzu, teilweise beurteilten ihn Kritiker auch als hinderlich.